# Calthropellidae
Calthropellidae is een familie van sponsdieren uit de klasse van de Demospongiae (gewone sponzen). 

## Geslacht
- Calthropella Sollas, 1888